# Municipio de Union (condado de Brule)
El municipio de Union (en inglés: Union Township) es un municipio ubicado en el condado de Brule en el estado estadounidense de Dakota del Sur. En el año 2010 tenía una población de 53 habitantes y una densidad poblacional de 0,58 personas por km².

## Geografía
El municipio de Union se encuentra ubicado en las coordenadas 43°53′10″N 99°6′23″O / 43.88611, -99.10639. Según la Oficina del Censo de los Estados Unidos, el municipio tiene una superficie total de 92.09 km², de la cual 91,98 km² corresponden a tierra firme y (0,11 %) 0,1 km² es agua.

## Demografía
Según el censo de 2010, había 53 personas residiendo en el municipio de Union. La densidad de población era de 0,58 hab./km². De los 53 habitantes, el municipio de Union estaba compuesto por el 92,45 % blancos, el 7,55 % eran amerindios. Del total de la población el 0 % eran hispanos o latinos de cualquier raza.